# 돈 후안 데 아우스트리아
돈 후안 데 아우스트리아(John of Austria, 1547년 2월 24일 ~ 1578년 10월 1일)는 신성 로마 제국 황제 카를 5세의 사생아이다. 이복형인 스페인 왕 펠리페 2세 밑에서 군사지도자로 일했고, 특히 1571년 레판토 해전에서 오스만 제국을 물리침으로써 명성을 떨쳤다.

## 유년기
욘은 바이에른 레겐스부르크에서 황제 카를 5세와 가수 바르바라 블롬베르크의 사생아로 태어났다. 바르바라는 그 직후 브뤼셀의 궁정 관료 히에로니무스 케겔과 결혼하여, 태어난 아들에게 헤로민(Jeromín)이라는 이름을 붙였다. 헤로민은 3살이 되기 전에 어머니에게서 떨어져 황제의 오랜 친구 아드리앙 드 부아에게 맡겨졌고, 다시 플랑드르 지방의 궁정 악사 프란스 마시와 그의 스페인 아내에게 맡겨졌다. 헤로민은 프란스 부부와 함께 마드리드 교외의 레가네스 마을로 이주하였고, 그곳에서 스페인어를 배웠다. 7살이 되었을 때는 황제의 명령으로 바야돌리드 근처에 있는 황제의 성의 집사장인 돈 루이스 데 키하다에게 위탁되었다. 헤로민은 키하다의 아내 도냐 마그달레나의 보호 아래 라틴어와 프랑스어를 비롯한 엄격한 교육을 받았다.
1556년 카를 5세가 스페인 국왕에서 퇴위하고 유스테 수도원에 은거하기로 결정하면서 그의 집사장 루이스 데 키하다를 불러들였다. 1558년 여름 키하다는 아내 마그달레나와 헤로민 또한 유스테로 불러들였고, 11살의 헤로민은 카를 5세가 죽기 직전인 9월에 그를 처음 만났다. 카를 5세는 유언을 남기면서 헤로민이 종교에 귀의하여 성직자가 될 것을 당부했다.
카를의 장남이자 후계자인 펠리페 2세는 아버지의 부고를 듣고 1559년 브뤼셀로 귀환했다. 바야돌리드로 이주한 펠리페 2세는 헤로민을 사냥에 초대했다. 펠리페가 나타났을 때 키하다는 헤로민에게 말에서 내려 왕에게 예를 표할 것을 명했다. 헤로민이 예를 표하자 펠리페는 아버지가 누구인지 아느냐고 물었다. 헤로민이 모른다고 하자 펠리페는 그들이 같은 아버지의 아들이므로 형제라고 알려주며 그를 껴안았다. 그 이후 펠리페는 그를 "나의 사랑하는 동생"이라고 불렀고, 유아기를 넘기지 못하고 죽은 동생의 이름을 따서 "후안"이라는 이름을 지어 주었다.
그들은 형제였지만 펠리페는 전례에 관해서는 엄격했다. 후안은 왕족과 대공에게만 허락된 "전하"라는 존칭으로 불리지 못했고, 그란데스 계급의 귀족에게 허락된 "각하"라는 존칭으로 불렸다. 욘은 왕궁에서 살지 않고 이제 그의 집사장이 된 루이스와 마그달레나 키하다와 함께 독립하여 살았다. 펠리페는 카를 5세가 욘 앞으로 남겨둔 수입을 보내어 황제의 아들이자 국왕의 형제에 걸맞은 품위를 유지하도록 해주었다. 공식 행사에서 욘은 왕족들의 맨 뒤, 그란데스 계급의 맨 앞에서 행진하였다.
욘은 펠리페가 새로 맞은 왕비 이사벨 데 발로이스와, 첫 번째 결혼에서 낳은 아들 돈 카를로스와 비슷한 또래였으므로 세 사람은 자주 함께 어울렸다. 욘보다 12살 많은 이복누이인 포르투갈의 왕태자비 후아나도 종종 함께 어울렸다.
펠리페는 카를 5세의 유지에 따라 욘을 아들 돈 카를로스, 그리고 조카인 파르마 공작 알레산드로 파르네세와 함께 마드리드 콤플루텐세 대학교에 보냈다. 파르네세에 의하면 욘은 이 무렵 여러 여성을 사귀어 사생아로 두 딸을 얻었다고 한다. 이 중 첫째는 수녀가 되었고, 둘째는 이탈리아의 귀족과 결혼하였다. 또다른 사생아로 아들을 얻었는데, 이 아들은 유아기를 넘기지 못하고 죽었다고 알려져 있다. 아들의 이른 죽음에는 펠리페 2세가 관여했다는 소문도 있었다. 욘은 브뤼셀에서 만난 여성 힐레혼트 판 페인과 결혼하여 아들 요한네스를 얻었는데, 펠리페 2세의 경고와 당시의 정치적 상황으로 아들의 존재는 비밀에 붙여졌다.

## 지중해 해군 제독
욘은 성직자의 길을 가길 원했던 아버지와 형의 바람과는 달리 군사 지휘자의 길로 뛰어들었다. 그는 1565년 바르셀로나에서 스페인 무적함대에 합류하여 오스만 제국의 공격을 받고 있던 몰타섬 구원 함대에 참여했다. 1566년에는 황금양모 기사단의 기사가 되었다. 1568년 21세가 되던 해에 펠리페 2세는 욘을 스페인 지중해 함대의 제독으로 임명하였다. 욘은 국왕의 친구이자 카스티야 사령관 루이스 데 레케센스 이 수니가와 산타 크루즈 후작 알바로 데 바산 등 베테랑들의 지휘 아래 스페인의 해안을 순찰하고 바르바리 해적들을 퇴치하는 임무를 수행했다.

## 돈 카를로스 사건
스페인 왕자 돈 카를로스는 1562년 대학교에서 입은 사고로 두개골에 심각한 골절을 입었다. 목숨은 건졌으나 성격상의 장애를 얻게 된 돈 카를로스는 욘이 지중해 함대에 임명되던 무렵에는 성격이 포악해져 모든 이들이 그가 왕위 계승에 적합하지 않다고 생각하게 되었다. 왕자가 부왕을 살해하고 싶다고 한 것을 왕자의 고해신부가 왕에게 털어놓자, 국왕 또한 아들을 경계하게 되었다. 돈 카를로스는 저지대 국가로 도망쳐 그곳에 평화를 되찾고 펠리페 2세에 대해 반란을 일으킬 계획을 세웠고, 친구이자 삼촌인 욘에게 도움을 요청했다. 욘은 그 계획을 펠리페에게 알렸고, 돈 카를로스는 체포되었다.
1568년 여름 욘은 돈 카를로스의 처형 소식을 듣고 충격에 빠졌다. 이어서 지중해에서 한 해의 작전이 끝나고 육지로 귀환했을 때 왕비 이사벨의 사망 소식이 전해졌다. 친구들의 연이은 죽음으로 실의에 빠진 그는 바야돌리드 근교의 수도원에 은거해 기도와 명상으로 시간을 보냈다.

## 모리스코 반란
그 해 성탄절 무렵 욘은 그라나다에서 모리스코(로마 가톨릭교회로 강제로 귀의한 무어인)들이 반란을 일으켰다는 소식을 듣고 반란 제압에 참여할 것을 자원했다. 지역의 군사책임자인 그라나다의 몬데하르 후작과 무르시아의 로스 벨레스 후작은 전략적인 실패로 후퇴하였고, 오스만 제국과 바르바리 해적 또한 배후에서 반란을 지원했다. 1569년 4월 국왕 펠리페는  욘을 총사령관으로 임명하고 키하다를 그의 부관으로 임명했다. 그라나다에서 욘은 병참과 훈련에 대해 배우며 조심스럽게 군대를 재조직했고, 레케센스와 산타 크루즈 후작은 해안을 순찰하며 바르바리 해적의 보급을 차단했다. 12월이 되어 욘은 잘 조직된 군사를 이끌고 그라나다의 반란군을 제압한 후 동쪽으로 진군했다. 1월 말에는 이탈리아에서 돌아온 병사들과 합류해 12,000명에 이르게 된 군사들을 이끌고 반란군이 점령한 갈레라를 포위하였다. 갈레라가 함락된 후 그는 도시를 파괴하고 폐허에 소금을 뿌렸다. 살아남은 주민들은 노예로 팔렸다.
이어진 전투에서 욘의 헬멧에 총탄이 박히고, 옆에 있던 키하다는 사망하는 사건이 있었다. 국왕 펠리페는 욘에게 아버지와 같았던 키하다의 죽음을 위로했지만, 또한 지휘관은 전투의 한가운데가 아니라 안전한 곳에 머물러 군대를 지휘해야 한다고 꾸짖었다. 그러나 욘의 부하들은 자신들의 지휘관이 책상물림으로 유명한 펠리페보다는 군사적 재능으로 유명한 아버지 카를 5세를 닮았다는 것을 깨달았다. 병사들은 이제 그를 "전하"라고 부르고 있었다.
1570년에는 욘의 연이은 승리에 겁먹은 다른 마을들은 일부는 항복하고, 일부는 반란 지도자들끼리의 내분으로 분열되었고, 오스만 제국과 바르바리 해적들은 베네치아 공화국 영토인 키프로스 공략에 집중하여 스페인 반란에 대한 지원을 끊었다. 반란의 가능성을 차단하기 위해 펠리페는 그라나다의 모리스코들을 뿔뿔이 흩어 구 가톨릭 마을로 강제 이주시켰다.

## 키프로스 전쟁과 레판토 해전
교황 비오 5세의 요청으로 베네치아 공화국과 신성 동맹에 참여할 것을 요청받아, 스페인의 관심은 키프로스 전쟁에 쏠려 있었다. 펠리페 2세와 신성 동맹 사이의 협약으로, 욘은 신성 동맹 함대의 총사령관으로 임명되었다. 펠리페는 키프로스 구원에 동의했지만, 최근에 튀니스의 스페인 식민정부를 다스리는 이슬람 지배자가 스페인 정부에 반기를 들었으므로, 튀니스의 재점령이 펠리페의 또다른 목표였다. 펠리페는 자신의 또다른 왕국 시칠리아에 위협이 되는 튀니스와, 끊임없이 스페인 해안을 침략하는 바르바리 해적들의 또다른 기지 알제의 점령을 노리고 있었다. 카를 5세 또한 1541년 알제 정복을 노렸으나 실패하였다.
욘이 그라나다의 반란을 제압하는 동안 로마에서는 신성 동맹과의 협상이 진행되고 있었다. 1570년 펠리페는 베네치아의 제독 마르칸토니오 콜론나가 지휘하는 연합 함대 소속 갤리선에 올라 키프로스로 향했다. 유명한 해군 제독 안드레아 도리아의 조카손자 지오반니 안드레아 도리아가 펠리페를 수행했다. 9월에 오스만 해안에 도착했을 무렵 콜론나와 베네치아 해군은 키프로스를 압박할 것을 제안했으나 도리아는 계절이 겨울로 다가가고 있다며 반대하고 있었다. 그 무렵 키프로스의 수도 니코시아가 함락되고 항구 파마구스타만이 남아 있다는 소식이 전해지자, 실의에 빠진 베네치아군 내에서는 항구로 돌아가야 한다는 의견이 대세를 이루었다. 연합 함대 사이에 불화가 조성되기 시작했다.
베네치아군은 갤리선을 수리하고 6척의 중무장 갤리어스를 건조했고, 교황은 토스카나 공국에서 12대의 갤리선을 직접 고용했다. 사보이 공국에서도 갤리선을 보냈고, 파르마 공작 알레산드로 파르네세는 직접 갤리선을 타고 출정하였다. 다음 해 5월 동맹이 정식으로 출범하여, 펠리페 2세는 욘에게 총사령관의 임명장과 자세한 명령서를 전달하였다. 명령서와 함께 펠리페 2세는 여인과의 만남을 금한다고 경고했지만 욘은 그 명령은 무시하였다. 욘은 7월 말 바르셀로나에서 출정하여 9월 중순 메시나에서 신성 동맹과 합류, 키프로스로 향했다. 도리아는 이번에도 계절이 너무 늦어 파마구스타가 아직 버티지 못했을 것 같다며 반대했으나, 욘은 자신의 카리스마로 연합군의 의견차를 좁히고 전군의 사기를 고취시켰다.
욘은 코린토스 만에서 오스만의 레판토 함대와 조우했다. 여름 내내 해상에 머물러 있었던 오스만측은 일부 군사를 해산시켰지만, 여전히 300척에 가까운 군함을 보유하고 있었다. 반면 욘은 207척의 갤리선과 6척의 갤리어스를 가지고 있었다. 1571년 10월 7일 오스만 해군은 파트라스 만에서 진출하여 전열을 갖추었다. 욘은 좌익에 베네치아 함대, 우익에 도리아가 이끄는 함대를 배치하고 중앙에는 자신의 함대를 배치하고 후위를 산타 크루즈 후작에게 맡겼다. 4개의 기독교 함대에는 모두 각국에서 온 군함들이 섞여서 배치되었고, 양익과 중앙에는 중무장 갤리어스가 2대씩 배치되었다.
정오 무렵에 회전이 시작되었다. 갤리어스가 연속 포격을 가하며 접근하자 오스만 진형이 무너졌고, 접현을 위해 다가오는 오스만의 중군과 우익에 기독교 연합 함대의 수많은 대포가 합세하여 치명적 피해를 안겼다. 오스만측 좌익을 지휘하는 알제 총독 울루치 알리는 도리아의 우익을 유인하여 신성 동맹 함대의 중앙으로부터 떼어놓고자 하였다. 도리아의 우익이 중앙으로부터 떨어지자 울루치 알리는 재빨리 선회하여 그 틈새를 파고든 후, 욘의 우측에 배치된 몰타 기사단 소속의 갤리선 세 대를 격파했다. 욘은 후위의 산타 크루즈 후작이 적에게 포격을 가하는 동안 다시 전열을 갖춰 울루치 알리를 상대하였다. 울루치 알리는 절반 정도로 줄어든 함대와 함께 겨우 탈출하였다. 이 전투로 오스만 해군은 거의 와해되었고 25,000여명의 사상자를 내었으나, 기독교 함대의 피해도 커서 7,000여명의 사망자가 발생했다.
레판토 해전 이후 욘은 "전하" 또는 "왕자"라는 존칭으로 불리게 되었다. 이것은 처음에 펠리페 2세가 그에게 "전하"라는 존칭을 금지한 것에 반하는 일이지만, 펠리페가 나중에 욘에게 이런 존칭을 허락했다는 기록은 없다. 욘의 업적을 존경하는 마음에서 사람들이 그에게 존칭을 붙였고, 펠리페가 이를 묵인했을 가능성이 높다.

## 레판토 이후의 지중해
신성 동맹이 레판토의 승리를 기뻐하는 사이, 위그노(개신교도)들이 세력을 얻음에 따라 저지대 국가들이 스페인에 대한 반란을 일으켰다. 알바 공작이 반란을 제압하는 사이, 펠리페 2세는 욘에게 함대를 신성 동맹에 맡겨두고 프랑스의 동향을 주시할 것을 명했다. 콜론나는 나머지 함대를 이끌고 그리스 해안을 공격했으나 성과를 얻지 못했다. 늦여름에 욘이 다시 함대에 합류했을 때 신성 동맹은 오스만 영토인 펠로폰네소스반도의 메토니성을 공격하고 있었으나, 오스만 원군이 속속 증원되고 있었다.
욘은 나폴리에서 그해 겨울을 보냈다. 그곳에서 이복동생인 파르마 후작부인을 처음 만나 자신의 사생아를 맡겼다. 나폴리 총독 그랑벨 추기경은 경험많은 외교관이었는데, 욘은 그에게서 국가경영과 북유럽 문제에 관해 많은 것을 배웠다.
1572년 5월 비오 5세가 선종하자, 스페인을 신뢰하지 못했던 베네치아는 1573년 스페인과 별개로 오스만과 평화조약을 맺었다. 욘은 1573년 가을 튀니스를 정복하고 스페인 식민정부를 회복하였다. 정부에서는 튀니스 항만과 카를 5세가 1535년 튀니스를 점령하고 건설한 라굴레트 성을 파괴할 것을 조언했으나, 욘은 거절하고 튀니스를 지배하기 위해 새로운 내성을 건설한다. 욘과 산타 크루즈 후작은 다음 수순으로 알제 점령을 계획하고 있었다.
그러나 1573년 저지대 국가의 반란이 재점화되었고, 욘의 자금은 점점 고갈되고 있었다. 알바 공작의 후임 총독으로 그의 이름이 거론되었으나, 보다 경험이 많은 루이스 데 레케센스 이 수니가가 총독으로 임명되었다. 1574년 스페인의 주 거래 은행이었던 제노바 공화국에서 도리아 가문이 이끄는 여당에 불만을 품은 이들이 반란을 일으켰을 때, 욘은 자금 사정으로 인해 제노바 정치에 말려들게 되었다. 그해 여름 울루치 알리가 이끄는 오스만의 대규모 선단이 튀니스를 점령하여, 욘은 팔레르모로 급히 달려가 가능한 모든 병사를 끌어모았으나, 이미 늦어 있었다.
튀니스를 잃고 실망한 욘은 1575년 마드리드로 돌아왔다가 다시 제노바로 귀환하였다. 저지대와 지중해 양쪽 전선에서 막대한 전비가 지출되자 펠리페 2세는 국채 상환 중지를 선언했고, 채권자인 제노바 공화국의 정치는 더욱 혼란해지고 있었다. 욘은 산타 크루즈 후작과 함께 크게 줄어든 함대를 이끌고 나폴리 근해의 바르바리 해적들을 퇴치하는 데 전념했다.

## 저지대 총독과 사망
1576년 저지대 총독 레케센스가 사망함에 따라, 욘이 오랫동안 두려워했던 저지대 총독 임명장이 도착했다. 그러나 로마에서 스코틀랜드 여왕 메리 1세를 엘리자베스 1세로부터 해방시키고 메리 1세와 결혼하여 스코틀랜드 왕위를 이어받는 계획을 제안받았고, 저지대 총독의 지위를 계획에 이용할 수 있을 것으로 생각하였다. 그는 스페인으로 향하는 길에 국왕 펠리페에게 서신을 보내 스코틀랜드 왕위 계승 계획에 대해 알리고 자금지원을 얻고자 했다. 충격을 받은 펠리페는 왕궁에 도착한 욘을 개인적으로 만났다. 펠리페는 스코틀랜드 여왕을 구출하는 계획에 동의했으나, 저지대 지방의 평화가 먼저라고 주장했다. 자금이 부족한 상태였으므로 펠리페는 욘이 외교적인 수단으로 저지대의 평화를 가져오기를 원했다. 국왕의 지시를 받은 욘은 종교전쟁이 한창인 프랑스를 지나 저지대로 향했다.
저지대 국가의 반란에는 여러 가지 이유가 있었으나, 반란 세력의 핵심은 스페인의 로마 가톨릭교회 세력에 반기를 든 과격한 칼뱅주의자들이었다. 가톨릭 신자로서 이슬람에 대항해 싸웠던 욘은 개신교를 이단에 지나지 않는 것으로 보았으나, 어떤 이들은 개신교를 제한적으로 허용하는 것이 저지대 국가의 반란을 잠식시킬 유일한 방법이라고 생각하였다. 빌럼 판 오라녜가 지휘하는 개신교 군대는 저지대의 17개 주 가운데 홀란트와 제일란트를 장악하고, 다른 주 또한 위협하고 있었다. 한편 레케센스가 죽은 후 플랑드르 군대는 자금 부족으로 불만을 표하며, 반란군이 장악한 지역은 물론 스페인이 장악한 지역에서도 약탈을 행하여 스페인군에 대한 반감을 가중시키고 있었다. 11월 초 스페인군의 폭도들이 안트베르펜을 약탈하자 스타텐헤네랄(통합 의회)은 헨트 평화조약을 맺고 스페인에 대항하였다.
룩셈부르크에서 안트베르펜 약탈 소식을 들은 욘은 그가 총독으로 인정을 받으려면 헨트 조약의 조건을 수용해야 한다는 것을 이해했다. 저지대 주들은 약탈을 행한 군대를 귀환시킬 것을 요구했으나, 군대가 귀환하면 그의 메리 1세 해방 계획을 이룰 수 없을 것이었다. 욘은 군대를 육로로 귀환시키는 대신 해로로 귀환시키면 군대로 스코틀랜드로 보낼 수 있을 것이라고 생각하고 통합 의회에 해로로 귀환할 수 있도록 함대를 지원해 달라고 제안했다. 그러나 욘의 야심을 경계하던 영국 여왕 엘리자베스 1세가 이 안을 반대하였으므로, 영국과 동맹을 맺은 신교도군은 반대의사를 전했다. 결국 플랑드르의 스페인군은 약탈품을 싣고 육로로 귀환하였다. 신교도들은 또한 홀란트와 제일란트에서 개신교 의례를 공개적으로 행하고, 다른 저지대 주에서도 개신교 의례를 제한적으로 용인할 것을 요구하였다. 펠리페 2세는 물론 욘도 이 제안에는 동의하지 않았지만, 금지를 강요할 수 있는 군대가 없었으므로 어쩔 수 없이 용인하였다. 이로써 욘은 저지대 총독으로 인정받고 1577년 5월 마침내 브뤼셀에 입성하였다.
욘은 평화를 유지하기 위해 오라녜 공을 만나 환심을 사려고 했다. 그러나 개신교 광신도들이 그를 암살하려는 시도가 있다는 소문을 듣고 포기하였다. 욘은 7월에 나바라 왕비 마르그리트 드 발루아를 만나는 것을 핑계로 나무르로 가 일부 부하들을 이끌고 나무르 성을 점령하여 저지대 통합 의회와의 합의를 깼다. 그는 스페인 왕궁으로 비서 에스코베도를 보내 국왕에게 이단자들과 평화협상을 하는 것이 불가능함을 역설하고 군대를 다시 보내 줄 것을 요청했다. 통합 의회는 욘과 전쟁을 선포했다.
자금상황이 거의 나아지지 않은 펠리페 2세는 욘이 종교적 문제에 대한 양보 없이 평화협상을 해 주기를 기대했으며, 그렇지 못하더라도 시간끌기 정도는 해주기를 바랐다. 펠리페 2세의 비서실장 안토니오 페레스는 지금도 알려지지 않은 이유로 욘이 요구한 군사와 메리 1세 해방 계획은 비서 에스코베도가 배후에서 조종한 것이라고 국왕에게 주장했다. 펠리페 2세는 알레산드로 파르네세의 지휘 아래 군사를 보냈으나, 1578년 3월에는 페레스를 시켜 에스코베도를 살해했다.
욘과 파르네세는 1578년 1월 헴블루르스에서 연합의회의 군대를 격파했다. 그러나 비서 에스코베도의 살해 소식을 듣고 혼란에 빠진 욘은 펠리페에 대한 신뢰를 잃고 스코틀랜드 왕위 계승의 꿈이 멀어지는 것을 느꼈다. 방향을 잃은 욘은 오늘날의 벨기에에서 가톨릭 신자 힐레혼트 판 페인을 만나 아들 요한네스를 얻었다. 지치고 병든 그는 브뤼셀을 점령하기 위한 작전을 진행했으나 레이메남 전투에서 패배하면서 실패했다. 그는 펠리페의 허락 없이 힐레혼트와 조용한 결혼식을 올렸다. 9월에는 군대를 나무르에 주둔시켜 재조직하려고 했으나, 당시 사람들이 "야영지 열병"이라 불렀던 티푸스에 걸려 1578년 10월 1일 사망하였다. 당시에는 펠리페 2세가 그를 독살했다는 소문이 돌았다. 욘의 병사들은 그를 영웅으로 대접하여 장사를 지냈다.

## 사후
31세의 젊은 나이에 죽은 욘은 당대의 위대한 군사지휘관으로 꼽힌다. 그의 삶은 1835년 연극으로 만들어졌고, 그 연극은 다시 두 편의 오페라로 각색되었다. 1956년에는 "마지막 십자군: 오스트리아의 욘에 관한 소설"이라는 소설이 출간되었다. G. K. 체스터턴은 그의 시 "레판토"에서 욘을 "유럽의 마지막 기사"라고 불렀다.